# Susques (departement)
Susques is een departement in de Argentijnse provincie Jujuy. Het departement (Spaans:  departamento) heeft een oppervlakte van 9.199 km² en telt 3.628 inwoners.

## Plaatsen in departement
- Catua
- Coranzuli
- El Codo
- El Rosal
- El Toro
- Huancar
- Mina Providencia
- Olacapato
- Olaroz Chico
- Olaroz Grande
- Pastos Chicos
- San Juan de Quillaques
- Sey
- Susques
- Tanques
- Turilari